# Kremnička
Kremnička je městská část Banské Bystrice. V roce 2008 měla 516 obyvatel.

## Poloha
Městská část se nachází v trojúhelníku městských částí Kráľová, Rakytovce a Iliaš v jižní části města. Rozprostírá se v nadmořské výšce 340 m. Východní okraj městské části tvoří rychlostní komunikace (silnice pro motorová vozidla č. 66, E77 /Krakov - Budapešť/) a zároveň výpadovka do Zvolena.
Městskou část tvoří devět ulic s názvy: Brezová, Borievková, Čerešňová, Drienková, Jabloňová, Plánková, Šípková, Trnková ulica a Ulica Kremnička (stav k roku 2009).
Z Čerešňové ulice vede do Kremnických vrchů (Malachovské předhoří) žlutá turistická značka, která vede Kremničianskou dolinou (přístřešek) kolem Kremničianského vodopádu směrem do sousední obce Horné Pršany, odkud pokračuje do sedla Tri kříže přes Horní Skálu.

## Historie
První písemná zmínka o Kremničce pochází z roku 1291 (Keremchay), kdy byla součástí zvolenského panství. Později byla známa pod názvy: Keremnicze (1295), Kremnicze (1296), Kremnichka (1420), Cremniczka (1506), Körmöske (1773), Körmecschke a Kremnička (1786), Kremnicska, Körmöcske a Kremnička (1808), Körmöcske (1863–1873), Körmöcke (1877–1882), Keremcse (1888–1913) a Kremnička (1920–1970).
Původní obyvatelé se zabývali zemědělstvím, povoznictvím a hrnčířstvím. Po nějaký čas byla Kremnička samostatnou obcí. V roce 1970 byla připojena k městu Banská Bystrica. V roce 1961 zde žilo 448 obyvatel.

### Masakr v Kremničce
Masakr v Kremničce byla série masových poprav, které zde od 5. listopadu 1944 do 17. března 1945 spáchala německá nacistická jednotka Einsatzkommando 14 ve spolupráci se slovenskými Pohotovostními oddíly Hlinkovy gardy. Po těchto vraždách bylo v masových hrobech nalezeno celkem 747 obětí, což činí tuto událost největším doloženým válečným zločinem spáchaným na území Slovenska.